# Дарвін Андраде
Дарвін Андраде (ісп. Darwin Andrade; нар. 11 лютого 1991, Кібдо) — колумбійський футболіст, захисник клубу «Стандард» (Льєж) та національної збірної Колумбії.

## Клубна кар'єра
Вихованець клубу «Ла Екідад». 4 вересня 2010 року в матчі проти «Америки» з Калі він дебютував за команду в чемпіонаті Колумбії. У наступному сезоні Дарвін допоміг клубу зайняти друге місце в чемпіонаті. 25 лютого 2012 року в поєдинку проти «Кукута Депортіво» він забив свій перший гол за «Ла Екідад». Всього в рідній команді провів чотири сезони, взявши участь у 98 матчах чемпіонату. Більшість часу, проведеного у складі «Ла Екідада», був основним гравцем захисту команди.
У січні 2004 року футболіст став гравцем бельгійського «Сент-Трюйдена», який через високу конкуренцію наступного місяця віддав гравця в оренду в угорський «Уйпешт», де гравець перебував до літа, але не зіграв за основу жодного матчу. Після цього клуб з Будапешта викупив контракт гравця і 26 липня в матчі проти «Халадаша» Дарвін дебютував у чемпіонаті Угорщини. Зігравши лише один матч, наступного місяця колумбієць був відданий в оренду в льєзький «Стандард». 21 вересня в матчі проти «Васланд-Беверен» Андраде дебютував у Жюпіле лізі. Влітку 2015 року бельгійський клуб викупив контракт гравця. Наразі Андраде встиг відіграти за команду з Льєжа 25 матчів в національному чемпіонаті.

## Виступи за збірну
26 березня 2015 року дебютував у складі національної збірної Колумбії в товариському матчі проти збірної Бахрейну (6:0).
Влітку того ж року в складі збірної був учасником розіграшу Кубка Америки 2015 року у Чилі, проте на поле жодного разу так і не вийшов.
Наразі провів у формі головної команди країни 3 матчі.